# Hotel Russell
L'Hotel Russell è un albergo di Londra situato in Russell Square, nel quartiere di Bloomsbury, che fa parte dell'agglomerato di Camden.
È un edificio storico noto per la sua particolare architettura, nonché per ospitare un famoso ristorante la cui sala fu riprodotta per arredare la principale sala da pranzo del Titanic.

## Storia
L'edificio venne completato nel 1898 su progetto dell'architetto Charles Fitzroy Doll, ispirato all'architettura del Château de Madrid presso il Bois de Boulogne di Parigi. 
Esso contava circa quattrocento stanze con bagno privato, un'esclusiva novità per il tempo, e la gestione fu presa in carico dalla Frederick Hotel Company. 
Nella stessa piazza Charles Fitzroy Doll progettò anche un edificio analogo che ospitò l'Imperial Hotel, che però venne chiuso e demolito alla fine degli anni sessanta del Novecento.
Nel 1941, durante i bombardamenti della seconda guerra mondiale, l'Hotel Russell venne risparmiato, tuttavia la cupola che culminava al centro dell'edificio andò distrutta a seguito di un'esplosione e non venne più ricostruita. 
Dopo decenni di avvicendamenti e di gestioni diverse l'Hotel Russell ha riaperto i battenti il 16 aprile 2018 a seguito di una lunga e attenta ristrutturazione ad opera della catena alberghiera britannica Principal. 

## Descrizione

### Esterno

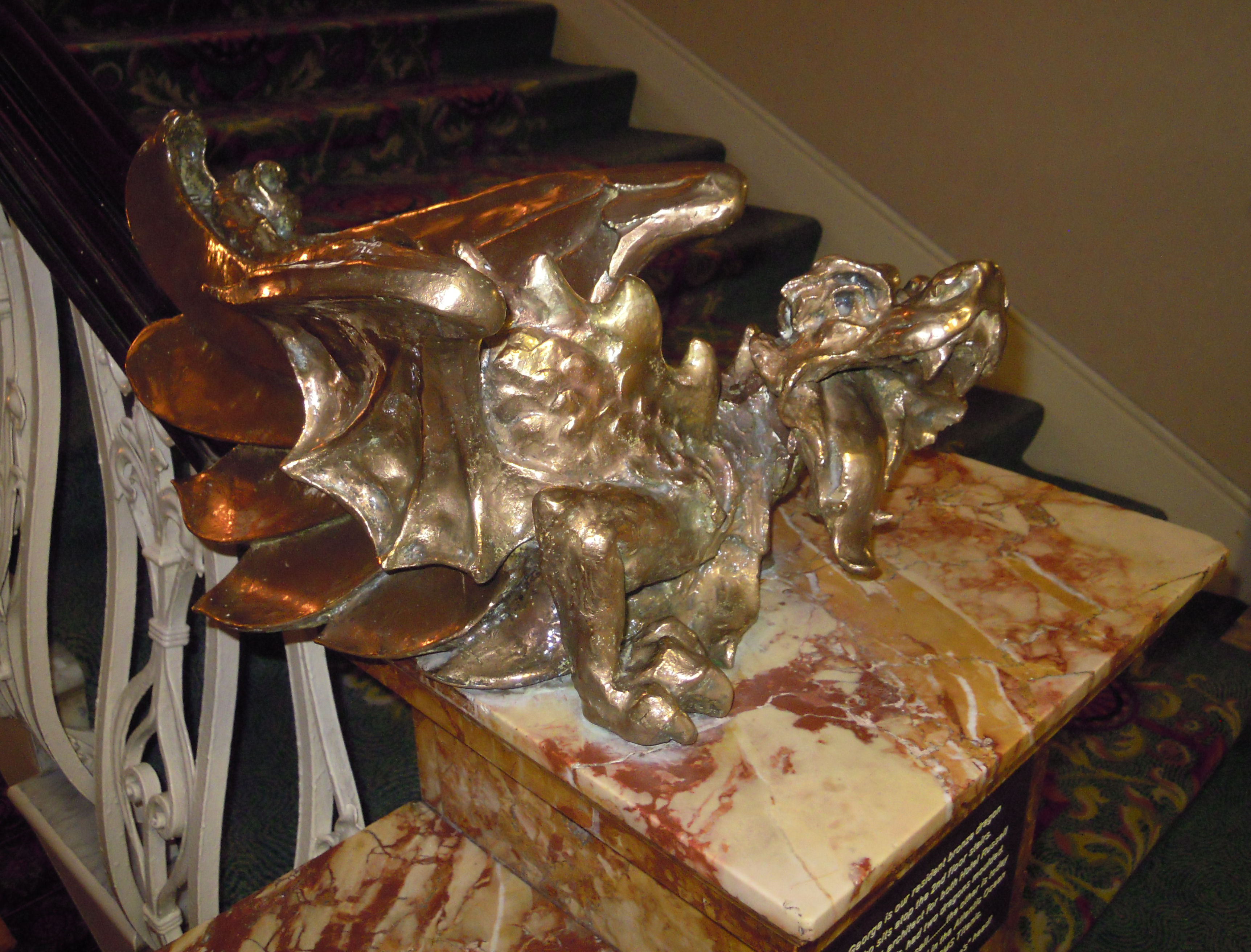
La scultura di bronzo detta Lucky George.

L'edificio sorge sul lato nord di Russell Square e si erge per dieci piani, di cui uno al di sotto del livello stradale. La decorazione della facciata è caratterizzata dall'ampio uso di terracotta e da un ricco e policromo apparato decorativo. 
Il prospetto principale è dominato dall'ampia nicchia centrale il cui arco superiore è sormontato da due torri con copertura conica, dietro le quali sorgeva originariamente la cupola che andò distrutta durante i bombardamenti della seconda guerra mondiale. Al di sotto si trova un altro arco che delimita l'area di accesso principale, preceduta da una scalinata in marmo dei Pirenei. Essa è arricchita dalla presenza di quattro nicchie neogotiche contenenti le statue di quattro regine britanniche: Elisabetta I, Maria I, Maria II e Anna, opere dello scultore Henry Charles Fehr.
Il piano terreno è scandito da ampie finestre ad arco e il primo piano da un ordine di trentadue archi a tutto sesto con incastonati altrettanti simboli araldici dei corpi militari del Royal Army. 
In corrispondenza dei due piani superiori vi sono lunghe ringhiere in ferro battuto, analoghe alla cancellata che circonda l'intero edificio, che percorrono l'intera larghezza dell'edificio su tutti i tre lati visibili; esse sono interrotte soltanto dai quattro moduli aggettanti che ospitano le finestre, così come da altrettante torrette esagonali laterali sormontate da cupole ogivali con un pinnacolo sommitale. 
Gli ultimi piani dell'edificio sono caratterizzati da sei cimase in muratura con altrettanti pinnacoli decorativi in terracotta.

### Interni
Gli interni sono stati rimaneggiati innumerevoli volte, tuttavia gli elementi più pregevoli sono stati 
mantenuti, tra cui i numerosi pavimenti a mosaico, le pareti rivestite in marmo dei Pirenei e la boiseries della sala da pranzo, che fu riprodotta identica per arredare quella della prima classe a bordo del Titanic. Vi sono infine varie sculture in bronzo, tra cui il Lucky George, che rappresenta un dragone sconfitto da San Giorgio, una copia del quale era presente sullo sfortunato transatlantico. 
Nel 2018 l'edificio è stato riaperto dopo un attento restauro conservativo e una ristrutturazione degli ambienti, che ha portato a un totale di 334 stanze singole, doppie e suites.